# Leo Weinstein
Leo Weinstein (* 15. Mai 1921 in Rüstringen; † 4. Mai 2009 in Walnut Creek, Kalifornien) war ein deutschstämmiger Professor für französische Literatur, Fußballkommentator und Autor.

## Leben und Wirken
Leo Weinstein war der zweite Sohn von Chane Greissmann und des Hermann Weinstein. Sein Bruder Rudolf wurde 1913 im Heimatort des Vaters Ułanów geboren. Die Familie zog nach Bremen, wo der Vater als Schneider arbeitete. Leo Weinstein besuchte von 1932 bis 1936 die Oberrealschule in Bremen. Wie sein Bruder spielte er beim SV Werder Bremen Fußball, ehe ihm sein Trainer 1934 oder 1935 mitteilte, dass er den Verein verlassen müsse, weil er Jude sei. Die Mutter Anna Weinstein starb 1934. Vater Hermann Weinstein wurde zunächst nach Polen ausgewiesen, später inhaftiert und 1942 während des Holocausts im KZ Buchenwald ermordet. An ihn erinnert seit dem 14. Juni 2022 ein Stolperstein in der Rüdesheimer Straße 41 in der Neustadt (Bremen).
Leo Weinstein und seinem Bruder gelang im Juli 1938 mit Unterstützung der Hebrew Immigrant Aid Society, HIAS, die Emigration in die USA. Er arbeitete als Laufbursche und Gehilfe, wodurch er seine höhere Schullaufbahn finanzierte. 1940 begann er ein Studium am City College of New York. 1942 wurde er als Soldat zur US-Armee eingezogen und als Übersetzer im psychological warfare in Europa eingesetzt. 
Zurück in den USA startete er seine universitäre Laufbahn und wurde schließlich Doktor und Professor für französische Literatur an der Stanford University. Als Trainer der Universitätsfußballmannschaft sowie als Kommentator und Autor machte er Soccer, also den Fußball, in den USA populär. Er berichtete unter anderem von der Fußball-Bundesliga sowie über mehrere Weltmeisterschaften. Er übersetzte eine Biografie über Pelé aus dem Französischen ins Englische.
Leo Weinstein besuchte nach dem Zweiten Weltkrieg mehrfach Bremen. Er pflegte eine Freundschaft zu Werder-Manager Willi Lemke. Leo Weinstein verstarb 2009 in der kalifornischen Stadt Walnut Creek.

## Schriften (Auswahl)
- The metamorphoses of Don Juan. Standord, Calif. : Stanford Univ. Press, 1959
- Hippolyte Taine. New York, NY : Twayne, 1972
- François Thébaud: Pelé. Übersetzung aus dem Französischen Leo Weinstein. New York : Harper & Row, 1976 (1974)
- The subversive tradition in French literature. Boston : Twayne, 1989